# The Diary of Alicia Keys
A The Diary of Alicia Keys Alicia Keys amerikai énekesnő második stúdióalbuma. Ez lett Keys második olyan albuma, ami az első helyen nyitott az amerikai Billboard 200 albumslágerlistán, az első héten több mint 618 000 példányban kelt el. Az albumból az USA-ban összesen több mint négymillió, világszerte több mint kilencmillió példányt adtak el. A 47. Grammy-díjátadón, 2005-ben elnyerte a legjobb R&B-albumnak járó díjat.

## Fogadtatása
Első albuma, a Songs in A Minor sikere miatt Aliciára nagy nyomás nehezedett, hogy felülmúlja eddigi eredményeit. Az album kedvező fogadtatást kapott a kritikusoktól, a Timemagazin munkatársa, Josh Tyrangiel dicsérte az első hat dalt, melyek véleménye szerint „példái annak, hogy kell olyan nosztalgikus hangú dalokat írni, amelyek nem állnak szemben a jelennel sem”, megjegyezte azonban, hogy az album második fele kevésbé jó, de még így is látszik, hogy az énekesnő további albumait is érdemes lesz meghallgatni. A People magazin négy csillagot adott az albumnak, és azt írta, hogy ez „Keys tiszteletadása az R&B aranykorának; az énekesnőben lakozó lélek sokkal idősebb 23 évesnél.” A Billboard szerint „az énekesnő felülmúlja a Songs in A Minort, és megidézi a '60-as, '70-es évekbeli soulzene szellemét.” A Rolling Stone az albumot „felnőttesnek és magabiztosnak” nevezi, mely „egy törekvő fiatal hölgy bonyolult szerelmi életéből és zenei álmaiból fakad.” Keyset Nina Simone-hoz és Aretha Franklinhoz hasonlította. Az ABC News dicsérte az If I Ain’t Got You-t, mely szerinte Clive Davis egy másik híres pártfogoltját, Whitney Houstont idézi.
A 47. Grammy-díjátadón, 2005-ben az album elnyerte a legjobb R&B-albumnak járó díjat. Ugyanekkor Alicia elnyerte a legjobb R&B-dal díját is (a You Don’t Know My Name-ért) és a legjobb női R&B-előadásnak járót (az If I Ain’t Got You-ért).

## Megjelenési dátumok
| Ország                    | Dátum              | Kiadó |
| ------------------------- | ------------------ | ----- |
| Egyesült Királyság        | 2003. december 1.  | J     |
| Németország               | 2003. december 1.  | J     |
| Franciaország             | 2003. december 1.  | J     |
| Ausztrália                | 2003. december 1.  | J     |
| Amerikai Egyesült Államok | 2003. december 2.  | J     |
| Kanada                    | 2003. december 2.  | Sony  |
| Japán                     | 2003. december 12. | BMG   |

## Dallista
| #                                                | Cím                                                        | Szerzők                                                                | Hossz |
| ------------------------------------------------ | ---------------------------------------------------------- | ---------------------------------------------------------------------- | ----- |
| 1.                                               | Harlem’s Nocturne                                          | Alicia Keys                                                            | 1:43  |
| 2.                                               | Karma                                                      | Kerry Brothers, Jr., Taneisha Smith, Keys                              | 4:16  |
| 3.                                               | Heartburn                                                  | Keys, Tim Mosley, Walter Millsap III, Candice Nelson, Erika Rose       | 3:28  |
| 4.                                               | If I Was Your Woman/Walk on By                             | Gloria Jones, Clarence McMurray, Pam Sawyer, Burt Bacharach, Hal David | 3:06  |
| 5.                                               | You Don’t Know My Name                                     | Keys, Kanye West, Harold Lilly, J. R. Bailey, Mel Kent, Ken Williams   | 6:06  |
| 6.                                               | If I Ain’t Got You                                         | Keys                                                                   | 3:48  |
| 7.                                               | Diary (feat. Tony! Toni! Toné!)                            | Keys, Brothers                                                         | 4:44  |
| 8.                                               | Dragon Days                                                | Keys                                                                   | 4:36  |
| 9.                                               | Wake Up                                                    | Keys, Brothers                                                         | 4:27  |
| 10.                                              | So Simple                                                  | Keys, Lilly, Andre Harris, Vidal Davis                                 | 3:49  |
| 11.                                              | When You Really Love Someone                               | Keys, Brothers                                                         | 4:09  |
| 12.                                              | Feeling U, Feeling Me (Interlude)                          | Keys                                                                   | 2:07  |
| 13.                                              | Slow Down                                                  | Keys, L. Green, Rose                                                   | 4:18  |
| 14.                                              | Samsonite Man                                              | Keys, Rose                                                             | 4:12  |
| 15.                                              | Nobody Not Really                                          | Keys, Smith                                                            | 2:56  |
| Brit és japán kiadás                             |                                                            |                                                                        |       |
| 16.                                              | Streets of New York (feat. Nas and Rakim)                  | Keys, Smith, Eric Barrier, Nasir Jones, Chris Martin, William Griffin  | 4:55  |
| Ausztrál, japán, német, latin-amerikai bónusz CD |                                                            |                                                                        |       |
| 1.                                               | If I Ain’t Got You (Remix feat. Usher)                     |                                                                        | 3:52  |
| 2.                                               | If I Ain’t Got You (Spanish Version feat. Arturo Sandoval) |                                                                        | 3:53  |
| 3.                                               | If I Ain’t Got You (Kanye West Radio Mix #1)               |                                                                        | 3:47  |
| 4.                                               | You Don’t Know My Name/Will You Ever Know It (Reggae Mix)  |                                                                        | 5:05  |
| –                                                | You Don’t Know My Name (videóklip)                         |                                                                        |       |
| –                                                | If I Ain’t Got You (videóklip)                             |                                                                        |       |
| –                                                | Diary (videóklip)                                          |                                                                        |       |
| Bónusz DVD                                       |                                                            |                                                                        |       |
| –                                                | The Diary                                                  |                                                                        |       |

- Az If I Was Your Woman/Walk on By felhasznál egy részletet a Gladys Knight & the Pips If I Were Your Woman című dalából (írta Gloria Jones, Clarence McMurray, Pam Sawyer) és Isaac Hayes Walk on Byjából (írta Burt Bacharach, Hal David).
- A You Don’t Know My Name felhasznál egy részletet a The Main Ingredient Let Me Prove My Love to You című számából (írta J. R. Bailey, Mel Kent, Ken Williams).
- A Streets of New York felhasznál egy részletet Nas N.Y. State of Mindjából (írta Eric Barrier, Nasir Jones, Chris Martin, William Griffin).

## Kislemezek
- You Don’t Know My Name (2003. november 18.)
- If I Ain’t Got You (2004. február 24.)
- Diary (2004 június)
- Karma  (2004. október 26.)

## Helyezések
| Slágerlista (2003)                   | Legfelső helyezés |
| ------------------------------------ | ----------------- |
| Belga Ultratop 50 album (Flandria)   | 13                |
| Belga Ultratop 50 album (Vallónia)   | 25                |
| Brit albumslágerlista                | 13                |
| Európai Top 100 Album                | 5                 |
| Francia SNEP albumslágerlista        | 5                 |
| Holland MegaCharts albumslágerlista  | 2                 |
| Ír albumslágerlista                  | 37                |
| Kanadai albumslágerlista             | 15                |
| Német Media Control albumslágerlista | 10                |
| Norvég albumslágerlista              | 7                 |
| Svájci albumslágerlista              | 1                 |
| USA Billboard 200                    | 1                 |
| USA Billboard Top R&B/Hip-Hop Albums | 1                 |
| USA Billboard Top Internet Albums    | 2                 |
| USA Billboard Comprehensive Albums   | 1                 |

| Slágerlista (2003)                | Legfelső helyezés |
| Slágerlista (2004)                | Legfelső helyezés |
| --------------------------------- | ----------------- |
| Dán albumslágerlista              | 16                |
| Finn albumslágerlista             | 9                 |
| Olasz FIMI albumslágerlista       | 20                |
| Osztrák albumslágerlista          | 25                |
| Portugál albumslágerlista         | 23                |
| Svéd albumslágerlista             | 24                |
| Új-zélandi RIANZ albumslágerlista | 25                |
| Slágerlista (2005)                | Legfelső helyezés |
| Ausztrál ARIA albumslágerlista    | 22                |

### Év végi slágerlisták
| Év   | Slágerlista                          | Helyezés |
| ---- | ------------------------------------ | -------- |
| 2004 | Ausztrál ARIA albumslágerlista       | 82       |
| 2004 | Ausztrál ARIA Urban albumslágerlista | 10       |
| 2004 | Belga Ultratop 50 Album (Flandria)   | 58       |
| 2004 | Belga Ultratop 40 Album (Vallónia)   | 99       |
| 2004 | Francia SNEP albumslágerlista        | 23       |
| 2004 | Svájci albumslágerlista              | 22       |
| 2004 | USA Billboard 200                    | 4        |
| 2004 | USA Billboard Top R&B/Hip-Hop Albums | 2        |

## Minősítések
| - 4× platinalemez RIAA: 4 400 000 - 2× platinalemez CRIA: 200 000 - Aranylemez RIANZ: 7500 IFPI: 15 000 IFPI: 20 000 FIMI: 50 000 SNEP: 438 000 | - Platinalemez CAPIF: 40 000 IFPI: 40 000 NVPI: 60 000 ARIA: 70 000 IFPI: 200 000 BPI: 300 000 IFPI: 1 000 000 |